# Vaulion
Vaulion – miejscowość i gmina (commune) w zachodniej Szwajcarii, w kantonie Vaud, w okręgu (district) Jura-Nord vaudois. Leży nad rzeką Nozon. 

## Demografia
W Vaulion mieszkają 492 osoby. W 2021 roku 10,4% populacji gminy stanowiły osoby urodzone poza Szwajcarią.

## Transport
Przez teren gminy przebiega droga główna nr 130.